# Kolový štít
Kolový štít je štít o nadmořské výšce 2418,2 m ve Vysokých Tatrách na Slovensku. Pod ním se nachází Kolové pleso. Nejbližší vyšší horou je Čierny štít, nacházející se 600 metrů jiho-jihovýchodně. Nedaleko je i Kolove sedlo, které od něj odděluje Jahňací štít na severovýchodě.